# 264
Năm 264 là một năm trong lịch Julius. 

## Sự kiện
Nhà Thục Hán diệt vong.